# Bolintin-Vale
Bolintin-Vale es una ciudad de Rumania en el distrito de Giurgiu.

## Geografía
Se encuentra a una altitud de 107 m s. n. m. a 35 km de la capital, Bucarest.

## Demografía
Según estimación 2012 contaba con una población de 12 009 habitantes.
| 1948 | 1956 | 1966 | 1977 | 1992   | 2002   | 2012   |
| s/d  | s/d  | s/d  | s/d  | 11 545 | 11 702 | 12 009 |